# Creontiades pacificus
Espèce
Synonymes
Capsus pacificus
Capsus pallidifer
Capsus stramineus
Creontiades dudgeoni
Creontiades pallidifer
Creontiades stramineus
Kangra dudgeoni
Creontiades pacificus est une espèce d'insectes hémiptères de la famille des Miridae, décrite par Carl Stål en 1859.